# 各年のチリの一覧

チリの国旗

各年のチリの一覧（かくねんのチリのいちらん）は、チリの各年ごとの記事の一覧。この一覧ではチリの各年ごとの記事の他、各世紀と各年代、チリの各分野における各年ごとの記事についても取り扱う。

## 一覧

### 19世紀
- 1800年代
  - 1800年のチリ（英語版） 1801年のチリ（英語版） 1802年のチリ（英語版） 1803年のチリ（英語版） 1804年のチリ（英語版）
  - 1805年のチリ（英語版） 1806年のチリ（英語版） 1807年のチリ（英語版） 1808年のチリ（英語版） 1809年のチリ（英語版）
- 1810年代
  - 1810年のチリ（英語版） 1811年のチリ（英語版） 1812年のチリ（英語版） 1813年のチリ（英語版） 1814年のチリ（英語版）
  - 1815年のチリ（英語版） 1816年のチリ（英語版） 1817年のチリ（英語版） 1818年のチリ（英語版） 1819年のチリ（英語版）
- 1820年代
  - 1820年のチリ（英語版） 1821年のチリ（英語版） 1822年のチリ（英語版） 1823年のチリ（英語版） 1824年のチリ（英語版）
  - 1825年のチリ（英語版） 1826年のチリ（英語版） 1827年のチリ（英語版） 1828年のチリ（英語版） 1829年のチリ（英語版）
- 1830年代
  - 1830年のチリ（英語版） 1831年のチリ（英語版） 1832年のチリ（英語版） 1833年のチリ（英語版） 1834年のチリ（英語版）
  - 1835年のチリ（英語版） 1836年のチリ（英語版） 1837年のチリ（英語版） 1838年のチリ（英語版） 1839年のチリ（英語版）
- 1840年代
  - 1840年のチリ（英語版） 1841年のチリ（英語版） 1842年のチリ（英語版） 1843年のチリ（英語版） 1844年のチリ（英語版）
  - 1845年のチリ（英語版） 1846年のチリ（英語版） 1847年のチリ（英語版） 1848年のチリ（英語版） 1849年のチリ（英語版）
- 1850年代
  - 1850年のチリ（英語版） 1851年のチリ（英語版） 1852年のチリ（英語版） 1853年のチリ（英語版） 1854年のチリ（英語版）
  - 1855年のチリ（英語版） 1856年のチリ（英語版） 1857年のチリ（英語版） 1858年のチリ（英語版） 1859年のチリ（英語版）
- 1860年代
  - 1860年のチリ（英語版） 1861年のチリ（英語版） 1862年のチリ（英語版） 1863年のチリ（英語版） 1864年のチリ（英語版）
  - 1865年のチリ（英語版） 1866年のチリ（英語版） 1867年のチリ（英語版） 1868年のチリ（英語版） 1869年のチリ（英語版）
- 1870年代
  - 1870年のチリ（英語版） 1871年のチリ（英語版） 1872年のチリ（英語版） 1873年のチリ（英語版） 1874年のチリ（英語版）
  - 1875年のチリ（英語版） 1876年のチリ（英語版） 1877年のチリ（英語版） 1878年のチリ（英語版） 1879年のチリ（英語版）
- 1880年代
  - 1880年のチリ（英語版） 1881年のチリ（英語版） 1882年のチリ（英語版） 1883年のチリ（英語版） 1884年のチリ（英語版）
  - 1885年のチリ（英語版） 1886年のチリ（英語版） 1887年のチリ（英語版） 1888年のチリ（英語版） 1889年のチリ（英語版）
- 1890年代
  - 1890年のチリ（英語版） 1891年のチリ（英語版） 1892年のチリ（英語版） 1893年のチリ（英語版） 1894年のチリ（英語版）
  - 1895年のチリ（英語版） 1896年のチリ（英語版） 1897年のチリ（英語版） 1898年のチリ（英語版） 1899年のチリ（英語版）
- 1900年代
  - 1900年のチリ（英語版）

### 20世紀
- 1900年代
  - 1901年のチリ（英語版） 1902年のチリ（英語版） 1903年のチリ（英語版） 1904年のチリ（英語版）
  - 1905年のチリ（英語版） 1906年のチリ（英語版） 1907年のチリ（英語版） 1908年のチリ（英語版） 1909年のチリ（英語版）
- 1910年代
  - 1910年のチリ（英語版） 1911年のチリ（英語版） 1912年のチリ（英語版） 1913年のチリ（英語版） 1914年のチリ（英語版）
  - 1915年のチリ（英語版） 1916年のチリ（英語版） 1917年のチリ（英語版） 1918年のチリ（英語版） 1919年のチリ（英語版）
- 1920年代
  - 1920年のチリ（英語版） 1921年のチリ（英語版） 1922年のチリ（英語版） 1923年のチリ（英語版） 1924年のチリ（英語版）
  - 1925年のチリ（英語版） 1926年のチリ（英語版） 1927年のチリ（英語版） 1928年のチリ（英語版） 1929年のチリ（英語版）
- 1930年代
  - 1930年のチリ（英語版） 1931年のチリ（英語版） 1932年のチリ（英語版） 1933年のチリ（英語版） 1934年のチリ（英語版）
  - 1935年のチリ（英語版） 1936年のチリ（英語版） 1937年のチリ（英語版） 1938年のチリ（英語版） 1939年のチリ（英語版）
- 1940年代
  - 1940年のチリ（英語版） 1941年のチリ（英語版） 1942年のチリ（英語版） 1943年のチリ（英語版） 1944年のチリ（英語版）
  - 1945年のチリ（英語版） 1946年のチリ（英語版） 1947年のチリ（英語版） 1948年のチリ（英語版） 1949年のチリ（英語版）
- 1950年代
  - 1950年のチリ（英語版） 1951年のチリ（英語版） 1952年のチリ（英語版） 1953年のチリ（英語版） 1954年のチリ（英語版）
  - 1955年のチリ（英語版） 1956年のチリ（英語版） 1957年のチリ（英語版） 1958年のチリ（英語版） 1959年のチリ（英語版）
- 1960年代
  - 1960年のチリ（英語版） 1961年のチリ（英語版） 1962年のチリ（英語版） 1963年のチリ（英語版） 1964年のチリ（英語版）
  - 1965年のチリ（英語版） 1966年のチリ（英語版） 1967年のチリ（英語版） 1968年のチリ（英語版） 1969年のチリ（英語版）
- 1970年代
  - 1970年のチリ（英語版） 1971年のチリ（英語版） 1972年のチリ（英語版） 1973年のチリ（英語版） 1974年のチリ（英語版）
  - 1975年のチリ（英語版） 1976年のチリ（英語版） 1977年のチリ（英語版） 1978年のチリ（英語版） 1979年のチリ（英語版）
- 1980年代
  - 1980年のチリ（英語版） 1981年のチリ（英語版） 1982年のチリ（英語版） 1983年のチリ（英語版） 1984年のチリ（英語版）
  - 1985年のチリ（英語版） 1986年のチリ（英語版） 1987年のチリ（英語版） 1988年のチリ（英語版） 1989年のチリ（英語版）
- 1990年代
  - 1990年のチリ（英語版） 1991年のチリ（英語版） 1992年のチリ（英語版） 1993年のチリ（英語版） 1994年のチリ（英語版）
  - 1995年のチリ（英語版） 1996年のチリ（英語版） 1997年のチリ（英語版） 1998年のチリ（英語版） 1999年のチリ（英語版）
- 2000年代
  - 2000年のチリ（英語版）

### 21世紀
- 2000年代
  - 2001年のチリ（英語版） 2002年のチリ（英語版） 2003年のチリ（英語版） 2004年のチリ（英語版）
  - 2005年のチリ（英語版） 2006年のチリ（英語版） 2007年のチリ（英語版） 2008年のチリ（英語版） 2009年のチリ（英語版）
- 2010年代
  - 2010年のチリ（英語版） 2011年のチリ（英語版） 2012年のチリ（英語版） 2013年のチリ（英語版） 2014年のチリ（英語版）
  - 2015年のチリ（英語版） 2016年のチリ（英語版） 2017年のチリ（英語版） 2018年のチリ（英語版） 2019年のチリ（英語版）
- 2020年代
  - 2020年のチリ（英語版）